# John Broughton
John Broughton (* 1952 in Sydney) ist ein australischer Amateurastronom.
Broughton führt von seiner privaten Sternwarte, dem Reedy-Creek-Observatorium in Queensland, Australien, automatisierte Durchmusterungen des Nachthimmels mittels CCD-Kameras durch. 
Dabei entdeckte er zwischen 1997 und 2008 mehr als 1000 Asteroiden.
Er entdeckte die Kometen P/2005 T5 (Broughton) und C/2006 OF2 (Broughton). Hierfür wurde er 2006 mit dem Edgar Wilson Award ausgezeichnet.
2004 entdeckte Broughton das Erdnahe Objekt (NEO) (186844) 2004 GA1. Es handelte sich um die erste Entdeckung eines massiven, potentiell für die Erde gefährlichen Himmelskörpers durch einen Amateurastronomen. 
Broughton entwickelte die EDV-Programme Scantracker und Scanalyser zur Berechnung von Sternbedeckungen durch Asteroiden.
Der 1999 vom Hobbyastronomen Charles W. Juels entdeckte Asteroid (24105) Broughton wurde am 26. November 2004 nach ihm benannt.